# Golzinho
Golzinho é um termo brasileiro que descreve uma modalidade oficiosa e recreativa de futebol, uma adaptação deste variação do futebol de rua e da "pelada", disputado geralmente nas ruas, mas também em praias, onde não há goleiros e a área dos gols é bem menor que o da baliza do futsal, sendo que quase sempre não há baliza, mas apenas uma marcação feita com chinelos, tijolos, cocos ou outros materiais. Seu nome é originado da oposição ao golzão, outra modalidade.
Não existe ainda uma entidade dedicada exclusivamente ao futebol 3 x 3 (o golzinho) à nível mundial como a FIFA, por exemplo, mas em Portugal já acontece, através da Superliga de Futebol 5 e Associação Portuguesa MiniFootball, torneios nacionais desta modalidade de futebol.

## Por país

### Brasil
No Brasil aconteciam apenas competições isoladas, organizadas por prefeituras ou meios de comunicação, que  afirmam organizar torneios de golzinho, cada qual com regras próprias, sempre de forma recreativa e amadora.
Em 2012, o jornal O Globo organizou o primeiro torneio de golzinho na Praia de Ipanema, no Rio de Janeiro.
Em 2015 foi criada em João Pessoa a Confederação Brasileira de Futebol de Travinha, sendo a palavra "travinha" um nome local do golzinho. No entanto, as regras da CBFT divergem em muito do golzinho popular, ao prever uma quadra de 42m de comprimento por 30m e cinco jogadores por time, ao invés de 3. São mantidas, no entanto, as características essenciais, tais como a ausência de goleiro e o gol de tamanho reduzido.

## Regras
As regras de jogo. na pratica do golzinho podem variar de acordo com cada competição e até região, mas algumas regras são quase universais. Em competições de maior estrutura, as regras costumam divergir do golzinho praticado na rua.
O tempo de jogo pode variar entre dois tempos de 7, a dois tempos de 20 minutos.
O número de jogadores por equipe pode variar de dois até cinco, sendo o número de 3 mais usual.
A regra mais universal de todas é a de que não há goleiro. Geralmente há limitações de tempo de permanência dentro da pequena área.
Pode haver também limite de faltas por equipe, com a falta que exceder esse limite implicando um pênalti, que é cobrado da linha central que divide o campo. Como no golzinho não há goleiro, o pênalti é cobrado no formato de tiro livre, sem defensor.

## Ligas
- Associação Portuguesa MiniFootball[13] rege em Portugal, além do Futebol de 3 (como é chamado o golzinho em Portugal), outras modalidades como, por exemplo, o Futebol 7 e Futebol 5. É em Portugal também que acontece o Circuito Nacional de Futebol 3x3.[14] Seguindo inclusive regulamento em parte estabelecido pela própria FIFA.